# Josef Cibulka (radiotelegrafista)
Josef Cibulka (12. července 1913 Praha – 12. března 1942 Severní moře) byl český palubní radiotelegrafista a střelec 311. československé bombardovací perutě.

## Život

### Před druhou světovou válkou
Josef Cibulka se narodil 12. července 1913 v Praze, jeho rodina se ale záhy přestěhovala do Zminného na Pardubicku. Vyučil se elektromechanikem. Prezenční vojenskou službu nastoupil u Leteckého pluku 4 v Hradci Králové, v armádě zůstal jako délesloužící a získal výcvik střelce a telegrafisty-navigátora. Po jejím skončení působil u Československých státních aeroliniií.

### Druhá světová válka
Po německé okupaci v březnu 1939 opustil Josef Cibulka ilegálně Protektorát Čechy a Morava a přes Polsko odešel do Francie. Následně působil ve Spojeném království jako radiotelegrafista a palubní střelec u 311. československé bombardovací perutě. Dne 12. března 1942 se zúčastnil jako člen posádky letounu Vickers Wellington B Mk.Ic R1802 KX-P náletu na Kiel pod velením Jiřího Fíny. Během návratu byl stroj nucen nouzově přistát na hladinu Severního moře v důsledku nadměrné námrazy asi 100 mil od britského pobřeží. Celá posádka zahynula, Josef Cibulka ještě stihl odeslat zprávu se souřadnicemi přistání. Jeho tělo nebylo nikdy nalezeno. Dosáhl hodnosti podporučíka.

## Rodina
Rodiče Josefa Cibulky byli po jeho odchodu do emigrace internováni v Internačním táboře Svatobořice.

## Ocenění

### Vyznamenání
- Československý válečný kříž 1939
- Československá medaile Za chrabrost před nepřítelem

### Posmrtná ocenění
- Josef Cibulka byl v roce 1991 in memoriam povýšen do hodnosti podplukovníka